# رائد حماد ثابت
رائد حماد ثابت (أبو محمد): كان مقاوماً فلسطينياً ضد الاحتلال الإسرائيلي، وأحد أبرز قادة المجلس العسكري لدى كتائب الشهيد عز الدين القسام، الجناح العسكري لحركة المقاومة الإسلامية حماس.
عُرف بقيادته لركن التصنيع العسكري داخل الحركة، ثم ركن القوى البشرية، وقد رافق معظم قادة الحركة القدماء والمعاصرين، ومنهم أحمد الجعبري، إسماعيل هنية، ويحيى السنوار، ومحمد الضيف، و مروان عيسى.
وقد استشهد في 18 مارس 2024 خلال معركة طوفان الأقصى إثر اشتباك مع القوات الخاصة الإسرائيلية المتوغلة داخل مدينة قطاع غزة.

## نشأته
وُلد رائد حماد ثابت في مخيم النصيرات وسط قطاع غزة، وينحدر من عائلة آل ثابت العريقة، ذات الجذور الراسخة في مدينة بئر السبع المحتلة، والتي عُرفت بتضحياتها المتكررة في ميادين المقاومة والفداء.
في ريعان شبابه، برز وتألّق رائد كلاعب كرة قدم موهوب، جذب الأنظار بمهاراته اللافتة وأخلاقه الرفيعة. بدأ نجمه بالصعود في بطولات المدارس والمساجد، قبل أن يرتدي قميص نادي خدمات النصيرات في مركز المدافع الأيمن، حيث أصبح ركيزة أساسية في الفريق بين عامي 1996 و1998. واصل مسيرته الكروية مع نادي الجمعية الإسلامية (الصداقة)، إلى أن أجبرته إصابة قاسية على الاعتزال مبكراً.
ورغم انتهاء مسيرته الرياضية، ظلّ أثره حيّاً في ذاكرة من عرفوه. يقول أحد زملائه: "رائد لم يكن مجرد لاعب، بل قدوة في الأخلاق والالتزام والدين،كان محبوباً من الجميع، ودائماً ما يحمل همّ الشباب"
لم يكن رائد ثابت بعيداً عن دروب الطاعة والجهاد؛ فقد عرفه المقربون بأنه "كان رائد ثابت رائداً في الجهاد، ورائداً في الطاعات، صوّاماً قوّاماً، أديباً متواضعاً".
انضم مبكراً إلى صفوف المقاومة قبل اندلاع انتفاضة الأقصى عام 2000، وواصل طريقه في العمل المقاوم حتى أصبح عضواً في المجلس العسكري لكتائب الشهيد عز الدين القسام.
وقد صقلت المحن شخصيته وعمّقت انتماءه؛ إذ شهد في طفولته استشهاد خاله زياد على يد الاحتلال خلال الانتفاضة الأولى عام 1988، وهو الحدث الذي ترك في نفسه جرحاً غائراً. ثم ودّع شقيقه الأصغر يوسف، الذي ارتقى شهيداً عام 2014  إثر انفجار داخلي في أحد مواقع التصنيع التابعة لكتائب القسام. تلك الخسائر لم تضعف عزيمته، بل زادته إصراراً على المضي في درب المقاومة، حتى أصبح من رموزها وصُنّاع تاريخها.

## التعليم
تلقّى رائد ثابت تعليمه في مدارس مخيم النصيرات وسط قطاع غزة، حيث نشأ وتكوّنت ملامح وعيه الأول. أنهى المرحلة الثانوية في مدرسة خالد بن الوليد الثانوية للبنين، قبل أن يلتحق بالجامعة الإسلامية بغزة، ليتخصص في اللغة العربية، عشقاً للغة القرآن وانحيازاً لهويته الثقافية. واصل مسيرته الأكاديمية بنجاح، وحصل لاحقاً على درجة الماجستير من ذات الجامعة، وكان موضوع دراسته متعلقاً بالقيادة الاستراتيجية عام 2013، جامعاً بين عمق اللغة ومنهجية الإدارة والاستراتيجيا، في مزيج انعكس على شخصيته القيادية ومسيرته النضالية.

ولم تتوقف رحلته العلمية عند حدود التعليم الأكاديمي، بل سلك دروب العلم الشرعي بتواضع العارفين، فنهل من علوم الدين، وحفظ كتاب الله عن ظهر قلب، حتى نال إجازة بالسند المتصل برسول الله صلى الله عليه وسلم في قراءة القرآن الكريم، جامعاً بين العلم والعمل، وبين المعرفة والإيمان، في شخصيةٍ متزنةٍ عابدةٍ حملت همّ الدين والدنيا معاً.

رائد ثابت

## مسيرته العسكرية
التحق رائد ثابت مبكراً بصفوف كتائب الشهيد عز الدين القسام منذ تسعينيات القرن الماضي، وكان من أوائل من لبّوا نداء المقاومة في سنوات التكوين الصعبة. ومع اندلاع انتفاضة الأقصى، تفرغ كلياً للعمل في مجال التصنيع العسكري، واضعاً جهده وعقله وإيمانه في خدمة مشروع التحرير. وقد كانوا خلفاً للعديد من قادة التصنيع مثل عدنان الغول، ويحيى عياش، وعاصروا العديد من قادة التصنيع العسكري مثل نضال فرحات، وتيتو مسعود، وعيسى البطران، والدكتور عماد طه. وخلال إحدى عمليات التصنيع، تعرّض لحادث خلّف إصابة جسدية ظاهرة، بقي أثرها ملازماً له حتى لحظة استشهاده، شاهدة على تضحياته المتواصلة في سبيل الإعداد والبناء.

رائد حماد ثابت

### ركن التصنيع العسكري
أشرف رائد ثابت، إلى جانب رفاق دربه، على تطوير القدرات العسكرية لكتائب الشهيد عز الدين القسام، واضعاً بصمته في مختلف الميادين، من المنظومة الصاروخية إلى العبوات الناسفة، مروراً بالجوانب الفنية والعملياتية الدقيقة. وقد تولى قيادة ركن التصنيع العسكري في الكتائب، وهو أحد أهم الأركان الاستراتيجية في بنيتها القتالية، لما له من دور محوري في تعزيز قدرات المقاومة وتسليحها، خاصة في ظل الحصار الخانق المفروض على قطاع غزة وصعوبة الوصول إلى مصادر تسليح خارجية.
ويُعدّ رائد حماد ثابت المؤسس الفعلي لنهضة التصنيع العسكري في كتائب القسام، حيث قاد هذا المسار الحيوي بإبداع وإصرار، حتى أصبح رمزًا فيه، واستحق عن جدارة لقب "سيّد التصنيع"، لما قدّمه من إسهامات غيرت ملامح المواجهة، ورسّخت استراتيجية الاكتفاء الذاتي في التسليح.
تحت قيادة رائد ثابت، تحوّل ركن التصنيع العسكري في كتائب القسام إلى أحد أعمدة القوة الضاربة للمقاومة الفلسطينية. فقد تمحورت مهامه حول تطوير وإنتاج أسلحة نوعية، لتجاوز فجوة التسليح المفروضة على غزة، وتحقيق اكتفاء ذاتي في التصنيع الحربي.
نجح ثابت، مع فريقه، في إنتاج منظومات متقدمة من الأسلحة، شملت:
- الصواريخ: مثل صواريخ القسام، عطار، عيّاش 250، بدر، R160، وغيرها، التي باتت جزءًا من بنك الردع الإستراتيجي للمقاومة.
- القذائف والمدافع: ومنها قذائف الهاون (بعيارات 60، 80، و120 ملم)، إلى جانب المدفع المتطور ياسين 105.
- العبوات الناسفة: مثل عبوات شواظ وفدائي، التي شكّلت نقلة نوعية في العمل الميداني.
- الطائرات المسيّرة (استطلاعية وهجومية): ومنها طائرات شهاب والزواري، التي عززت قدرات الرصد والاستهداف خلف خطوط العدو.
- الأسلحة الفردية: من رشاشات وكواتم صوت وقنّاصات متقدمة مثل الغول، إلى المتفجرات الميدانية المصممة للعمليات الخاصة.

كما اضطلع ثابت بمهمة تأمين سلاسل الإنتاج والإمداد والتمويل، من خلال بناء شبكات تصنيع سرية داخل الأنفاق والمخابئ الأرضية، وإعادة تدوير المواد الخام وابتكار أساليب تهريبها، متجاوزاً كل تعقيدات الحصار، ما أسّس لمرحلة من الاكتفاء العسكري الذاتي النسبي غير المسبوق.
عمل إلى جانبه في هذا المسار الطليعي نخبة من رجالات المقاومة، مثل الدكتور جمال الزبدة، ووليد الشمالي، وباسم عيسى، وغيرهم من الكوادر، حيث أشرفوا على تأهيل جيل من المهندسين والفنيين الفلسطينيين، خريجي تخصصات الهندسة الميكانيكية والكهربائية والكيميائية، ليصبحوا نواة وحدات التطوير التقني.
وقد جرى تأسيس فرق تخصصية لكل مجال: الصواريخ، العبوات، الطائرات، والمتفجرات، ضمن منظومة علمية وعسكرية محكمة.
ونتج عن هذا التراكم النوعي انتقال المقاومة من مرحلة الدفاع المحدود إلى مرحلة الردع والهجوم الإستراتيجي، وهو ما تجلّى بوضوح في معركة طوفان الأقصى، حيث برز أثر التصنيع العسكري في تغيير قواعد الاشتباك.

### أكاديمية القسام العسكرية
كُلّف رائد ثابت من قبل قيادة أركان كتائب القسام مسؤولية رئاسة أكاديمية القسام العسكرية، المسماة "أكاديمية فلسطين العسكرية"، والتي أُنشئت بهدف إعداد وتخريج كوادر عسكرية مؤهلة علمياً ومهنياً لقيادة المعركة ضد الاحتلال الإسرائيلي، وتعد من أهم إنجازات الكتائب في إطار التنظيم والتطوير الداخلي.حيث مثّلت ركيزة لتطوير العقل العسكري المقاوم، وتأهيل جيل جديد من القادة الذين جمعوا بين العلم والتجربة، والانضباط والروح القتالية.
وقد شكّلت أكاديمية القسام العسكرية، تحت إشراف رائد ثابت، محطةً محورية في مسار بناء العقل العسكري المقاوم. فقد أسهمت بشكل فعّال في إعداد ضباط ميدانيين ذوي كفاءة عالية، يتمتعون بقدرات قيادية وتكتيكية متميزة، إلى جانب ترسيخ العقيدة القتالية الإسلامية والوطنية في نفوسهم، كركيزة لا تنفصل عن المهمة العسكرية.
كما ساهمت الأكاديمية في تأهيل الكوادر في مجالات تخصصية دقيقة، شملت: القيادة، والتكتيك، والهندسة العسكرية، والتصنيع، والاستخبارات، والتخطيط العملياتي، وغيرها من ميادين المواجهة الحديثة.
وتحت إشراف رائد ثابت، تخرّج من الأكاديمية مئات من ضباط كتائب القسام، الذين تصدّروا الصفوف الأمامية في المعارك ضد الاحتلال، وكانوا رأس الحربة في كثير من محطات المواجهة والصمود.

### ركن القوى البشرية
كُلف مؤخراً قبيل معركة طوفان الأقصى بمسؤولية رئاسة ركن القوى البشرية، وهو الجهة المختصة في كتائب القسام بإدارة العنصر البشري تنظيمياً وعسكرياً. ويتولى هذا الركن تنظيم التجنيد، توزيع المقاتلين على الوحدات، تطوير مساراتهم التدريبية، توثيق بياناتهم، ورعايتهم اجتماعياً ونفسياً، إضافة إلى حفظ الانضباط وضمان السلامة الأمنية داخل صفوف المجاهدين.

## أقواله
وقد وجه رائد ثابت "أبو محمد" في يونيو من عام 2022 رسالةً مُسجلة إلى مهندسي كتائب القسام خلال الفيلم "روح في جسدين" الذي تحدثت فيها عن حياة الشهيدين القائدين ظافر الشوا وحازم الخطيب. وتضمنت:
" أيها الأخوة المجاهدون الأحباب:
إن صراعنا مع العدو يجب أن يُبنى على بصيرة وفهم، هذا الصراع الذي تنخرط فيه هو رباطٌ دائم في سبيل الله ومعركة دفاع مستمرة عن الثوابت والقيم والمبادئ ستنتهي بتحرير فلسطين بإذن الله، لذلك يجب أن نقوم بتوفير كل ما نستطيع من أسلحة وذخائر وعتاد لمجهدينا ومرابطينا الذين يصنعون مجداً وحرية وكرامة.
وأن نقدم لشعوبنا العربية والإسلامية نموذج تحدٍ وصمود يُشعل فيهم الحماسة ويحثهم على العمل الجاد لينطلقوا للإبداع والابتكار في هذه المعركة المقدسة، معركة الأمة في تحرير مسرى نبيها - صلى الله عليه وسلم.
هذه الصناعات هي نموذج من الإعداد الذي أمرا الله به، والتي أبدعتها عقولكم وأياديكم المباركة رغم الخذلان والتضييق والحصار..
فقد حفرتم في الصخر وامتلكتم حريتكم وقراراكم لتحدي الظلم ومقاومة المحتل الغاصب.
وعليكم أن تدركوا حجم التحديات أمامكم، والأمانة الملقاة على عاتقكم، فأنتم التروس الدقيقة التي تدفع مشروع الجهاد والمقاومة نحو انتصارتهِ وأمجادهِ.
أخوكم أبو محمد - قائد ركن التصنيع العسكري.

## استشهاده
خلال مسيرته النضالية مع المقاومة الفلسطينية، تعرّض رائد ثابت لعدة محاولات اغتيال من قبل الجيش الإسرائيلي، حيث استهدف منزله بالقصف عام 2014، في محاولة فاشلة لوقف جهوده المستمرة. وفي عام 2024، استشهد في ميدان المواجهة خلال الحرب الإسرائيلية على قطاع غزة، إثر اشتباك مسلح عنيف مع قوات خاصة إسرائيلية من وحدات "ناحال" و"شاكيد" و"دفدفان"، برفقة اثنين من مرافقيه المقاتلين.
وقد أعلنت كتائب القسام عبر بيان عسكري أشار فيه الناطق العسكري لكتائب القسام أبو عبيدة عن استشهاده إلى جانب كلاً من محمد الضيف، مروان عيسى، غازي أبو طماعة، رافع سلامة.
وقد أقرّ الاحتلال في بيانه الرسمي بوضعه قائلاً إنه "أحد أعمدة حركة حماس في كل ما يتعلق بالعتاد والأسلحة"، واعتبره المتحدث باسم جيش الاحتلال الاسرائيلي أفخاي أدرعي قائلاً "إن ثابت يُعتبر ضمن أبرز عشرة قياديين لدى الجناح العسكري". ما يعبّر عن حجم الدور المحوري الذي كان يقوم به في بناء قدرات المقاومة وتصنيع أسلحتها.